# Xã Pope, Quận Fayette, Illinois
Xã Pope (tiếng Anh: Pope Township) là một xã thuộc quận Fayette, tiểu bang Illinois, Hoa Kỳ. Năm 2010, dân số của xã này là 213 người.